# Mary Astor
Mary Astor (n. 3 mai 1906, Quincy⁠(d), Illinois, SUA – d. 25 septembrie 1987, Woodland Hills⁠(d), California, SUA) a fost o actriță americană.
În 1942, a primit Premiul Oscar pentru cea mai bună actriță într-un rol secundar.

## Biografie
S-a născut în 1906 ca Lucile Vasconcellos Laghanke, fiica unui imigrant german, Otto Ludwig Langhanke. Mama sa era o americancă din Illinois, Helen Marie Vasconcellos, având origini portugheze și irlandeze. A început cariera cinematografică cu roluri mici, de multe ori nemenționate. În 1921, la 15 ani, apare în filmul Sentimental Tommy într-o scenă care în cele din urmă a fost tăiată din film.

## Filmografie

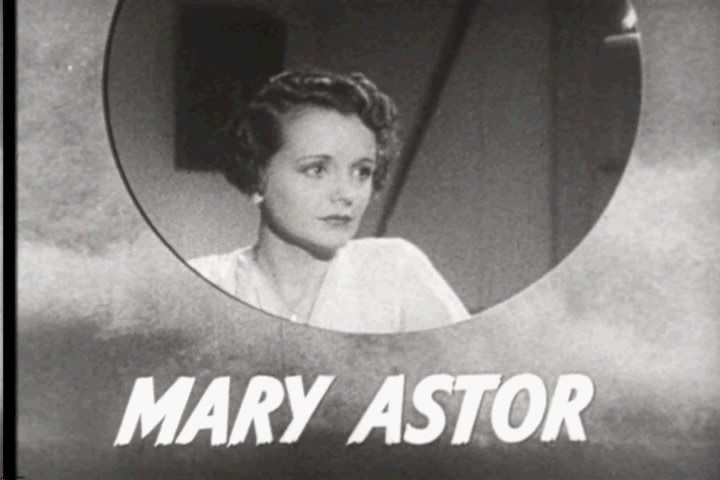
Mary Astor în The Hurricane (1937)

| An   | Titlu                       | Rol                                | Note                                                            |
| ---- | --------------------------- | ---------------------------------- | --------------------------------------------------------------- |
| 1920 | The Scarecrow               | Bit Part                           | Buster Keaton short                                             |
| 1921 | Wings of the Border         | Bit Part                           |                                                                 |
| 1921 | The Beggar Maid             | Peasant Girl / Beggar Maid         | Existent                                                        |
| 1921 | My Lady o' the Pines        | Bit Part                           |                                                                 |
| 1921 | Sentimental Tommy           | Bit Part                           | Pierdut                                                         |
| 1921 | Brother of the Bear         | Bit Part                           |                                                                 |
| 1921 | The Bashful Suitor          | Bit Part                           |                                                                 |
| 1921 | Bullets or Ballots          | Bit Part                           |                                                                 |
| 1922 | The Rapids                  | Elsie Worden                       | Pierdut                                                         |
| 1922 | The Man Who Played God      | Young Woman                        | Existent                                                        |
| 1922 | Hope                        | Hope                               | Existent                                                        |
| 1922 | John Smith                  | Irene Mason                        | Pierdut                                                         |
| 1922 | The Young Painter           | Bit Part                           | Pierdut                                                         |
| 1922 | The Angelus                 | Bit Part                           |                                                                 |
| 1923 | To the Ladies               | Bit Part                           | Pierdut                                                         |
| 1923 | Woman-Proof                 | Violet Lynwood                     | Pierdut                                                         |
| 1923 | The Marriage Maker          | Vivian Hope-Clarke                 | Pierdut                                                         |
| 1923 | Puritan Passions            | Rachel                             | Pierdut                                                         |
| 1923 | The Bright Shawl            | Narcissa Escobar                   | Existent (per silentera.com; at UCLA Film & Television)         |
| 1923 | Success                     | Rose Randolph                      | Pierdut                                                         |
| 1923 | Hollywood                   | Herself (cameo)                    | Pierdut                                                         |
| 1923 | Second Fiddle               | Polly Crawford                     | Existent                                                        |
| 1924 | Inez from Hollywood         | Fay Bartholdi                      | Pierdut                                                         |
| 1924 | The Price of a Party        | Alice Barrows                      |                                                                 |
| 1924 | Unguarded Women             | Helen Castle                       | Pierdut                                                         |
| 1924 | The Fighting American       | Mary O'Mallory                     | Existent                                                        |
| 1924 | Beau Brummel                | Lady Margery Alvanley              | Existent                                                        |
| 1924 | The Fighting Coward         | Lucy                               | Existent                                                        |
| 1925 | Scarlet Saint               | Fidele Tridon                      | Pierdut                                                         |
| 1925 | The Pace That Thrills       | Doris                              | Pierdut                                                         |
| 1925 | Don Q Son of Zorro          | Dolores de Muro                    | Existent                                                        |
| 1925 | Playing with Souls          | Margo                              | Pierdut                                                         |
| 1925 | Enticement                  | Leonore Bewlay                     | Pierdut                                                         |
| 1925 | Oh Doctor!                  | Dolores Hicks                      | Existent                                                        |
| 1926 | Forever After               | Jennie Clayton                     | Pierdut                                                         |
| 1926 | Don Juan                    | Adriana della Varnese              | Existent                                                        |
| 1926 | The Wise Guy                | Mary                               | Pierdut(per Arne Andersin's Lost Film Files for First National) |
| 1926 | High Steppers               | Audrey Nye                         | Pierdut                                                         |
| 1927 | No Place to Go              | Sally Montgomery                   | Pierdut                                                         |
| 1927 | The Rough Riders            | Dolly                              | Incomplet                                                       |
| 1927 | Rose of the Golden West     | Elena                              | Existent; Narodni Filmovy Archiv (per silentera.com)            |
| 1927 | Two Arabian Knights         | Mirza                              | Existent                                                        |
| 1927 | The Sunset Derby            | Molly Gibson                       | Pierdut                                                         |
| 1927 | The Sea Tiger               | Amy Cortissos                      | Pierdut                                                         |
| 1928 | Romance of the Underworld   | Judith Andrews                     | Existent                                                        |
| 1928 | Dry Martini                 | Elizabeth Quimby                   | Pierdut                                                         |
| 1928 | Heart to Heart              | Princess Delatorre/Ellen Guthrie   | Existent (* Library of Congress; per silentera.com)             |
| 1928 | Three-Ring Marriage         | Anna                               | Pierdut                                                         |
| 1928 | Dressed to Kill             | Jeanne                             | Existent(per silent era; museum of modern art                   |
| 1928 | Sailors' Wives              | Carol Trent                        | Pierdut                                                         |
| 1929 | The Woman from Hell         | Dee Renaud                         | Pierdut                                                         |
| 1929 | New Year's Eve              | Marjorie Ware                      | Pierdut                                                         |
| 1930 | The Lash                    | Rosita Garcia                      | Existent                                                        |
| 1930 | Holiday                     | Julia Seton                        |                                                                 |
| 1930 | Ladies Love Brutes          | Mimi Howell                        | Existent                                                        |
| 1930 | The Runaway Bride           | Mary Gray, AKA Sally Fairchild     | Existent                                                        |
| 1931 | Smart Woman                 | Mrs. Nancy Gibson                  | Extant; Library of Congress                                     |
| 1931 | White Shoulders             | Norma Selbee                       | Lost film (per IMDb)                                            |
| 1931 | The Sin Ship                | Frisco Kitty                       | Existent nitrate; Library of Congress                           |
| 1931 | Behind Office Doors         | Mary Linden                        | Existent                                                        |
| 1931 | Other Men's Women           | Lily Kulper                        | Existent                                                        |
| 1931 | The Royal Bed               | Princess Anne                      | Existent                                                        |
| 1932 | Red Dust                    | Barbara Willis                     | Existent                                                        |
| 1932 | Men of Chance               | Martha Silk                        | Existent; Library of Congress                                   |
| 1932 | A Successful Calamity       | Emmy 'Sweetie' Wilton              | Existent                                                        |
| 1932 | Those We Love               | May Ballard                        | Existent                                                        |
| 1932 | The Lost Squadron           | Follette Marsh                     | Existent                                                        |
| 1933 | Convention City             | Arlene Dale                        | Pierdut                                                         |
| 1933 | The World Changes           | Virginia 'Ginny' Clafflin Nordholm |                                                                 |
| 1933 | The Kennel Murder Case      | Hilda Lake                         | Existent                                                        |
| 1933 | Jennie Gerhardt             | Letty Pace                         | Existent                                                        |
| 1933 | The Little Giant            | Ruth Wayburn                       | Existent                                                        |
| 1934 | I Am a Thief                | Odette Mauclair                    | Existent                                                        |
| 1934 | The Case of the Howling Dog | Bessie Foley                       | Existent                                                        |
| 1934 | The Man with Two Faces      | Jessica Wells                      | Existent                                                        |
| 1934 | Return of the Terror        | Olga Morgan                        | Existent                                                        |
| 1934 | Upper World                 | Mrs. Hettie Stream                 | Existent                                                        |
| 1934 | Easy to Love                | Charlotte Hopkins                  | Existent                                                        |
| 1935 | Man of Iron                 | Vida                               | Existent                                                        |
| 1935 | Red Hot Tires               | Patricia Sanford                   | Existent                                                        |
| 1935 | Page Miss Glory             | Gladys Russell                     | Existent                                                        |
| 1935 | Dinky                       | Mrs. Martha Daniels                | Existent                                                        |
| 1935 | Straight from the Heart     | Marian Henshaw                     | Existent                                                        |
| 1935 | Lady from Nowhere           | Polly                              | Existent                                                        |
| 1936 | Dodsworth                   | Mrs. Edith Cortright               | Existent                                                        |
| 1936 | Trapped by Television       | Barbara 'Bobby' Blake              | Existent                                                        |
| 1936 | And So They Were Married    | Edith Farnham                      | Existent                                                        |
| 1936 | The Murder of Dr. Harrigan  | Lillian Cooper                     | Existent                                                        |
| 1937 | The Hurricane               | Madame Germaine De Laage           | Existent                                                        |
| 1937 | The Prisoner of Zenda       | Antoinette de Mauban               | Existent                                                        |
| 1938 | Listen, Darling             | Mrs. Dorothy 'Dottie' Wingate      | Existent                                                        |
| 1938 | Woman Against Woman         | Cynthia Holland                    | Existent                                                        |
| 1938 | There's Always a Woman      | Lola Fraser                        | Existent                                                        |
| 1938 | Paradise for Three          | Mrs. Irene Mallebre                | Existent                                                        |
| 1938 | No Time to Marry            | Kay McGowan                        | Existent                                                        |
| 1939 | Midnight                    | Helene Flammarion                  | Existent                                                        |
| 1940 | Brigham Young               | Mary Ann Young                     | Existent                                                        |
| 1940 | Turnabout                   | Marion Manning                     | Existent                                                        |
| 1941 | The Maltese Falcon          | Brigid O'Shaughnessy               | Existent                                                        |
| 1941 | The Great Lie               | Sandra Kovak                       | Academy Award for Best Supporting Actress; Existent             |
| 1942 | The Palm Beach Story        | The Princess Centimillia           |                                                                 |
| 1942 | Across the Pacific          | Alberta Marlow                     |                                                                 |
| 1943 | Thousands Cheer             | Hyllary Jones                      |                                                                 |
| 1943 | Young Ideas                 | Josephine 'Jo' Evans               |                                                                 |
| 1944 | Blonde Fever                | Delilah Donay                      |                                                                 |
| 1944 | Meet Me in St. Louis        | Mrs. Anna Smith                    |                                                                 |
| 1946 | Claudia and David           | Elizabeth Van Doren                |                                                                 |
| 1947 | Cass Timberlane             | Queenie Havock                     |                                                                 |
| 1947 | Cynthia                     | Louise Bishop                      |                                                                 |
| 1947 | Desert Fury                 | Fritzi Haller                      |                                                                 |
| 1947 | Fiesta                      | Señora Morales                     |                                                                 |
| 1948 | Act of Violence             | Pat                                |                                                                 |
| 1949 | Any Number Can Play         | Ada                                |                                                                 |
| 1949 | Little Women                | Marmee                             |                                                                 |
| 1956 | The Power and the Prize     | Mrs. George Salt                   |                                                                 |
| 1956 | A Kiss Before Dying         | Mrs. Corliss                       |                                                                 |
| 1957 | The Devil's Hairpin         | Mrs. Jargin                        |                                                                 |
| 1958 | This Happy Feeling          | Mrs. Tremaine                      |                                                                 |
| 1959 | A Stranger in My Arms       | Virgily Beasley                    |                                                                 |
| 1961 | Return to Peyton Place      | Mrs. Roberta Carter                |                                                                 |
| 1964 | Youngblood Hawke            | Irene Perry                        |                                                                 |
| 1964 | Hush… Hush, Sweet Charlotte | Mrs. Jewel Mayhew                  |                                                                 |